# Tatiana de Makensira
Tatiana de Makensira, de son vrai nom Diarrassouba Makensira, est une actrice et comédienne ivoirienne. Elle décède le 3 juin 2013 des suites de maladie.

## Biographie
C’est grâce à l’émission radiophonique « Allocodrome » animée par Touré Aboubacar dit Tonton Bouba, que Tatiana de Makensira se fait connaitre. Elle joue ensuite dans de nombreuses troupes théâtrales ainsi que dans plusieurs séries ivoiriennes comme « Faut pas fâcher », « Caramel », « L’histoire des copines », « Un homme pour deux sœurs», et « Ma famille » ,.

## Filmographie
- 2002 : Ma famille
- 2005 : Caramel
- 2007 : L'histoire des copines
- 2007 : Un homme pour deux sœurs